# Дебальцевский литературно-исторический музей
Литературно-исторический музей Дебальцево — музей в городе Дебальцево Донецкой области Украины.

## История музея
Музей был основан в 1967 году Народный музей, размещавшийся во Дворце культуры железнодорожников (сейчас Дом науки и техники вагонного депо Дебальцево-сортировочное). Решением исполкома городского совета с сентября 1998 года в городе создан городской исторический музей.
К 100-летию со дня рождения В. Н. Сосюры, в 1998 году открыта комната-музей, посвящённая ему.
С 2002 года (в честь празднования 125-летия города) музей расположился в Центре культуры и досуга.
С 2008 года решением городского совета — городской литературно-исторический музей.
В 2012 году литературно-исторический музей посетили 3200 человек. С 1998 года музеем руководили Демидова Т. И., Тодыка С. И., Гавриленко Н. С. С 2010 года директор литературно-исторического музея Грязева О. В.

## Экспонаты и деятельность музея
Более 6 тысяч экспонатов отображают историю заселения края, традиции жителей города, работы художников-земляков и народных умельцев. Проводятся выставки, лекции, экскурсии, музей занимается издательской деятельностью (альманахи поэзии, буклеты, книги по истории Дебальцево).
Музей занимает площадь 369 м², его фонды составляют 6347 единиц.